# Assemblea nazionale della Repubblica Batava
L'Assemblea nazionale della Repubblica Batava fu il nome del parlamento olandese dal 1796 al 1801. L'Assemblea nazionale venne fondata nel 1796 con elezioni generali. Essa si proponeva di rimpiazzare gli Stati generali della Repubblica Batava. Il presidente dell'Assemblea nazionale ricopriva il ruolo di capo di Stato della Repubblica Batava, che aveva la durata di circa un mese.
Un gran numero dei membri dell'Assemblea nazionale (eletta nel 1797) venne espulsa dopo il colpo di Stato del 25 gennaio 1798 ad opera di Pieter Vreede, con l'aiuto del generale Daendels. L'assemblea venne disciolta con il secondo colpo di Stato del 12 giugno 1798, di nuovo ad opera di Daendels. Venne creata una nuova assemblea dopo le elezioni del 1798, ponendo lo Stato sotto una nuova costituzione. Lo Stato passò quindi sotto la Uitvoerend Bewind.

## Capi di Stato olandesi dal 1796 al 1798
- Pieter Paulus 1º marzo 1796 - 17 marzo 1796
- Pieter Leonard van de Kasteele 18 marzo 1796 - 1º aprile 1796
- Albert Johan de Sitter 1º aprile 1796 - 17 aprile 1796
- Jan Bernd Bicker 17 aprile 1796 - 3 maggio 1796
- Daniël Cornelis de Leeuw 3 maggio 1796 - 17 maggio 1796
- Rutger Jan Schimmelpenninck 17 maggio 1796 - 30 maggio 1796
- Joan Arend de Vos van Steenwijk 30 maggio 1796 - 13 giugno 1796
- Jacob George Hieronymus Hahn 13 giugno 1796 - 27 giugno 1796
- Paulus Hartog 27 giugno 1796 - 11 luglio 1796
- Willem Aernout de Beveren 11 luglio 1796 - 25 luglio 1796
- Ludovicus Timon de Kempenaer 25 luglio 1796 - 8 agosto 1796
- Jan Pieter van Wickevoort Crommelin 8 agosto 1796 - 22 agosto 1796
- Paulus Emmanuel Anthonie de la Court 22 agosto 1796 - 5 settembre 1796
- Jacob Jan Cambier 5 settembre 1796 - 19 settembre 1796
- Jacobus Kantelaar 19 settembre 1796 - 3 ottobre 1796
- Tammo Adriaan ten Berge 3 ottobre 1796 - 17 ottobre 1796
- Bernardus Blok 17 ottobre 1796 - 31 ottobre 1796
- Gerrit David Jordens 31 ottobre 1796 - 14 novembre 1796
- Abraham Gijsbertus Verster 14 novembre 1796 - 28 novembre 1796
- IJsbrand van Hamelsveld 28 novembre 1796 - 12 dicembre 1796
- Cornelis van Lennep 12 dicembre 1796 - 26 dicembre 1796
- Jan Hendrik Stoffenberg 26 dicembre 1796 - 9 gennaio 1797
- Lambert Engelbert van Eck 9 gennaio 1797 - 23 gennaio 1797
- Willem Queysen 23 gennaio 1797 - 6 febbraio 1797
- Carel de Vos van Steenwijk 6 febbraio 1797 - 20 febbraio 1797
- Hendrik van Castrop 20 febbraio 1797 - 6 marzo 1797
- Meinardus Siderius 6 marzo 1797 - 20 marzo 1797
- Cornelis Wilhelmus de Rhoer 20 marzo 1797 - 3 aprile 1797
- Jan Couperus 3 aprile 1797 - 17 aprile 1797
- Jacob Abraham de Mist 17 aprile 1797 - 1º maggio 1797
- Jan Bernd Bicker 1º maggio 1797 - 15 maggio 1797
- Rutger Jan Schimmelpenninck 15 maggio 1797 - 29 maggio 1797
- Gerard Willem van Marle 29 maggio 1797 - 12 giugno 1797
- Herman Hendrik Vitringa 12 giugno 1797 - 26 giugno 1797
- Johan Herman de Lange 26 giugno 1797 - 10 luglio 1797
- Ambrosius Justus Zubli 10 luglio 1797 - 24 luglio 1797
- Willem Hendrik Teding van Berkhout 24 luglio 1797 - 7 agosto 1797
- Scato Trip 7 agosto 1797 - 21 agosto 1797
- Pieter Leonard van de Kasteele 21 agosto 1797 - 1º settembre 1797
- Jan David Pasteur 1º settembre 1797 - 18 settembre 1797
- Adrianus Ploos van Amstel 18 settembre 1797 - 2 ottobre 1797
- Joachim Nuhout van der Veen 2 ottobre 1797 - 16 ottobre 1797
- Hugo Gevers 16 ottobre 1797 - 30 ottobre 1797
- Jacob van Manen 30 ottobre 1797 - 13 novembre 1797
- Pieter Vreede 13 novembre 1797 - 27 novembre 1797
- Stefanus Jacobus van Langen 27 novembre 1797 - 11 dicembre 1797
- Jacobus Blauw 11 dicembre 1797 - 25 dicembre 1797
- Joan Bernard Auffmorth 25 dicembre 1797 - 8 gennaio 1798
- Joannes Franciscus Rudolphus van Hooff 8 gennaio 1798 - 19 gennaio 1798
- Johannes Henricus Midderigh 19 gennaio 1798 - 25 gennaio 1798